# Državnozborske volitve v Sloveniji 2011
7. demokratične volitve v Državni zbor Republike Slovenije so potekale 4. decembra 2011 in so odločile o devetdesetih članih državnega zbora. Redne volitve so bile sicer predvidene za leto 2012, štiri leta po volitvah leta 2008, vendar je po izglasovani nezaupnici vladi Boruta Pahorja, potem, ko sedem dni po glasovanju ni bil predlagan nov mandatar, predsednik republike Danilo Türk oznanil, da bo 21. oktobra razpustil parlament in razpisal volitve za 4. december. To so bile prve predčasne državnozborske volitve v zgodovini samostojne Slovenije.
Glede točnega datuma je bilo sprva nekaj nejasnosti, saj ga slovenska ustava v primeru padca vlade ne določa povsem natančno in si ustavni pravniki glede tega niso bili enotni. Po mnenju nekaterih lahko predsednik države parlament v primeru, da ni novega mandatarja, razpusti takoj, po mnenju drugih pa šele po koncu tridesetdnevnega roka za izvolitev novega mandatarja. Predsednik se je odločil za slednjo možnost in je razpustil parlament 21. oktobra, volitve pa so bile znotraj zakonskega roka najmanj 40 ter največ 60 dni kasneje. Večina parlamentarnih strank je s to odločitvijo soglašala.

## Volilni sistem
Volitve v Državni zbor Republike Slovenije potekajo po proporcionalnem sistemu s preferenčnim glasovanjem v 8 volilnih enotah, sestavljenih iz 11 volilnih okrožij. V vsaki volilni enoti je razdeljenih 11 poslanskih mandatov (eden na okrožje), ki se na ravni volilne enote in nato države delijo med politične stranke, sorazmerno z deležem oddanih glasov, ki jih prejme stranka in med kandidate znotraj strank glede na preference volivcev; tako bo razdeljenih 88 poslanskih mandatov.
Hkrati ločeno potekajo še volitve dveh poslancev narodnih skupnosti (italijanske in madžarske), ki pa sta izvoljena po večinskem volilnem sistemu v dveh posebnih volilnih enotah (tj. enotah narodnih skupnosti), kar pomeni, da imajo člani narodnih skupnosti vsak po dva glasova na volitvah v DZ (gre za pozitivno diskriminacijo).
Volilni prag za vstop v parlament je 4%.
Med novostmi v volilnem sistemu je nezdružljivost poslanske in županske funkcije, ki jo je Državni zbor uzakonil maja 2011 in bo v veljavi od teh volitev dalje. Trenutno je v parlamentu 18 poslancev županov, ki se bodo morali ob morebitni ponovni izvolitvi odpovedati županski funkciji.

## Rezultati
| Stranka | Stranka | Stranka                                          | Rezultati  | Rezultati | Rezultati   | Rezultati |
| Stranka | Stranka | Stranka                                          | Št. glasov | %         | Št. sedežev | +/-       |
| ------- | ------- | ------------------------------------------------ | ---------- | --------- | ----------- | --------- |
|         | PS      | Lista Zorana Jankovića – Pozitivna Slovenija     | 314.273    | 28,51 %   | 28 / 90     | na novo   |
|         | SDS     | Slovenska demokratska stranka                    | 288.719    | 26,19 %   | 26 / 90     | 2         |
|         | SD      | Socialni demokrati                               | 115.952    | 10,52 %   | 10 / 90     | 19        |
|         | DL      | Državljanska lista Gregorja Viranta              | 92.852     | 8,37 %    | 8 / 90      | na novo   |
|         | DeSUS   | Demokratična stranka upokojencev Slovenije       | 76.853     | 6,97 %    | 6 / 90      | 1         |
|         | SLS     | SLS Radovana Žerjava – Slovenska ljudska stranka | 75.311     | 6,83 %    | 6 / 90      | 1         |
|         | NSi     | Nova Slovenija – krščanska ljudska stranka       | 53.758     | 4,88 %    | 4 / 90      | 4         |
|         |         |                                                  |            |           |             |           |
|         | NS      | Italijanska in madžarska narodna skupnost        |            |           | 2 / 90      | 0         |
|         |         |                                                  |            |           |             |           |
|         | SNS     | Slovenska nacionalna stranka                     | 19.786     | 1,80 %    | 0 / 90      | 0         |
|         | LDS     | Liberalna demokracija Slovenije                  | 16.268     | 1,48 %    | 0 / 90      | 5         |
|         | TRS     | Stranka za trajnostni razvoj Slovenije           | 13.477     | 1,22 %    | 0 / 90      | na novo   |
|         | SMS     | Stranka mladih - Zeleni Evrope                   | 9.532      | 0,86 %    | 0 / 90      | na novo   |
|         | Zares   | Zares - socialno liberalni                       | 7.218      | 0,65 %    | 0 / 90      | 9         |
|         | DSD     | Demokratična stranka dela                        | 7.118      | 0,65 %    | 0 / 90      | na novo   |
|         | Zeleni  | Zeleni Slovenije                                 | 4.000      | 0,36 %    | 0 / 90      | 0         |
|         | GZS     | Gibanje za Slovenijo                             | 3.339      | 0,30 %    | 0 / 90      | na novo   |
|         | SEM–Si  | Stranka enakih možnosti Slovenije                | 1.787      | 0,16 %    | 0 / 90      | na novo   |
|         | NPS     | Naprej Slovenija                                 | 1.100      | 0,10 %    | 0 / 90      | 0         |
|         | SSN     | Stranka slovenskega naroda                       | 976        | 0,09 %    | 0 / 90      | 0         |
|         | SHS     | Stranka Humana Slovenija                         | 295        | 0,03 %    | 0 / 90      | 0         |
|         | Akacije | Stranka Akacije                                  | 212        | 0,02 %    | 0 / 90      | 0         |

Volilna udeležba

### Volilna udeležba
Na predčasnih volitvah poslancev v Državni zbor je imelo pravico glasovati skupaj 1.709.692 volivcev. Glasovalo je skupaj 1.121.573 volivcev. Volilna udeležba je bila 65,60 %. Najvišja udeležba je bila v volilni enoti Ljubljana-Center (71,80 %), najnižja pa v volilni enoti Ptuj (59,80 %).

## Zakonodaja
V skladu s Zakonom o volitvah v državni zbor, o evidenci volilne pravice in o volilni in referendumski kampanji je Državna volilna komisija (DVK) 24. oktobra 2011 sprejela Rokovnik za izvedbo volilnih opravil za predčastne volitve poslank in poslancev v Državni zbor Republike Slovenije, ki bodo 4. decembra 2011, s katerim so določeni časovni okviri predvolilnih opravil in samih volitev; predstavljena so opravila, ki se nanašajo na kandidate (zapisani so skrajni roki):
- 9. november 2011: skrajni rok za določanje in oddajo kandidatskih list ter zbiranje podpore na predpisanih obrazcih;
- 14. november 2011: skrajni rok za izvedbo postopka preizkusa zakonitosti kandidatur (liste oz. kandidate se potrdi, zavrne oz. se odpravijo formalne pomanjkljivosti);
- 16. november 2011: sestava potrjenih list kandidatov z žrebom, s katerim se določa vrstni red in
- 19. november 2011: javna objava seznamov list kandidatov.

## Napovedi sodelovanja na volitvah
Poleg državnozborskih političnih strank (SD, SDS, Zares, DeSUS, SLS, SNS in LDS) so sodelovanje na volitvah napovedali še:
- skupni nastop strank SMS-Zeleni in DS[10]; pozneje so se jima pridružili še Zelena koalicija[11] in Zeleni Slovenije[12],
- Stranka za trajnostni razvoj Slovenije[13],
- Demokratična stranka dela[14],
- Gibanje za Slovenijo[15] (za mandatarja predlagali Vladimirja Prebiliča[16]),
- Gregor Virant s svojo listo oz. stranko[17][18],
- Zoran Janković s svojo listo oz. stranko[19],
- Elena Pečarič - Stranka enakih možnosti Slovenije oz. SEM-Si[20][21],
- skupni nastop DeSUS-a in Slovenske unije[22].

## Zavrnjene in potrjene liste
Ker Gibanju za Slovenijo ni uspelo zbrati 8000 podpisov za nestrankarski nastop (zbrali so okoli 4.000), so preimenovali dotedanjo Junijsko listo, ki je nastopila na predhodnih volitvah, v Stranka Gibanje za Slovenijo. Vladimir Prebilič, župan Kočevja, ki je bil kandidat za mandatarja gibanja, se ni strinjal s to odločitvijo in je umaknil svojo kandidaturo.
14. novembra so volilne komisije volilnih enot zavrnile več kandidatnih list in sicer:
- liste Stare pravde - stranke prava so zavrnili v vseh osmih volilnih enotah;
- listi Stranke Humana Slovenije so zavrnili v dveh enotah (5. in 8.);
- listo Stranke za trajnostni razvoj Slovenije (TRS) v eni enoti (3.);
- listo Zelenih Slovenije v eni enoti (3.);
- listo Stranke enakih možnostih v eni enoti (4.) in
- listo Stranke slovenskega naroda (s podporo stranke Glas žensk Slovenije[26]) v eni enoti (5.).

Listo Stranke TRS so zavrnili zaradi neizpolnjevanja ženske kvote, kar je bila napaka pravnega zastopnika tretje volilne enote, ki je pomotoma vložil kandidaturo moškega. V isti volilni enoti pa so zaradi neizpolnjevanja moške kvote zavrnili listo stranke Zelenih Slovenije.
Isti dan pa so potrdili liste 15 drugih strank:
- v vseh enotah kandidirajo: vse parlamentarne stranke (SD, SDS, SLS, LDS, DeSUS, Zares, SNS) in šest zunajparlamentarnih (DSD, Gibanje za Slovenijo, NSi, Lista Virant, Pozitivna Slovenija in SMS - Zeleni);
- po posameznih enotah pa kandidirajo:

- Naprej Slovenija v 3., 4. in 7. volilni enoti;
- Akacije v 2. volilni enoti;
- Roberto Battelli v 9. volilni enoti in
- Laszlo Göncz in Dušan Orban v 10. volilni enoti.

Vse zavrnjene stranke so se pritožile na Vrhovno sodišče Republike Slovenije, ki je 16. novembra zavrnilo vse pritožbe in s tem potrdilo odločitve volilnih komisij.
Pri oddajanju kandidatne liste v 3. volilni (ljubljanski) enoti je nastal procedurni problem pri vlaganju liste LDS, ko se je generalni sekretar stranke Uroš Petohleb podpisal na zapisnik namesto Boštjana Ploštajnerja, pravnega zastopnika v tej enoti; ta zaplet pa ni vplival na sprejetje liste, ki je bila potrjena.

## Volilni koledar
V skladu s Zakonom o volitvah v državni zbor, o evidenci volilne pravice in o volilni in referendumski kampanji je Državna volilna komisija (DVK) 24. oktobra 2011 sprejela Rokovnik za izvedbo volilnih opravil za predčastne volitve poslank in poslancev v Državni zbor Republike Slovenije, ki bodo 4. decembra 2011, s katerim so določeni časovni okviri predvolilnih opravil in samih volitev:
- 21. oktober 2011: dan razpisa volitev in začetek volilnih opravil;
- 26. oktober 2011: imenovanje komisije za sestavo volilnega imenika državljanov - pripadnikov italijanske in madžarske narodne skupnosti;
- 31. oktober 2011: okrajne volilne komisije sporočijo sedeže in območja volišč, politične stranke podajo predloge za predsednike, člane in namestnike članov volilnih odborov ter se izdela slovenskih državljanov, ki živijo v tujini;
- 4. november 2011: državljani lahko sporočijo, da želijo glasovati po pošti in na diplomatsko-konzularnem predstavništvu Slovenije v tujini, začetek predvolilne kampanje;
- 5. november 2011: komisiji samoupravnih narodnih skupnosti posredujeta volilne imenike v potrditev;
- 9. november 2011: skrajni rok za določanje in oddajo kandidatskih list ter zbiranje podpore na predpisanih obrazcih;
- 10. november 2011: upravna enota razgrne volilne imenike;
- 14. november 2011: skrajni rok za izvedbo postopka preizkusa zakonitosti kandidatur (liste oz. kandidate se potrdi, zavrne oz. se odpravijo formalne pomanjkljivosti);
- 16. november 2011: sestava potrjenih list kandidatov z žrebom, s katerim se določa vrstni red;
- 19. november 2011: javna objava seznamov list kandidatov;
- 24. november 2011: posredovanje volilnih imenikov (tako slovenskih državljanov s stalnim/začasnim prebivališčem kot tudi tistih, ki so se odločili, da volijo tam) v tujino in posredovanje prošnje za glasovanje po pošti (oskrbovanci domov za ostarele, bolniki v bolnicah/zdraviliščih, priporniki/zaporniki);
- 25. november 2011: potrjevanje volilnih imenikov in distribucija po okrajnih volilnih komisijah;
- 29. november 2011: sporočitev seznama zaupnikov na voliščih;
- 29. november - 1. december 2011: predčasno glasovanje:
- 1. december: volilvci-invalidi lahko zaprosijo, da volijo na voliščih, ki so njim primerna, volivci brez stalnega prebivališča in volivci s stalnim bivališčem v tujini lahko sporočijo, kje v Slovenijo bi želeli voliti, bolni volivci lahko zaprosijo za volitve na svojem domu;
- 2. december (24:00): konec javne volilne propagande;
- 3. december (00:00 - 24:00): volilni molk;
- 4. december: splošne volitve;
- 5. december: izidi glasovanja po pošti iz Slovenije;
- 12. december: izidi glasovanja po pošti iz tujine;
- do 16. decembra: objava uradnega izida glasovanja oz. volitev;
- 19. december: DVK posreduje podatke o volilni kampanji Računskemu sodišču RS.

Zaradi kršenja volilnega koledarja in sicer prepoznega odprtja volilnega transakcijskih računov je Stranka Humana Slovenija poslala predsedniku države Danilu Türku ustavno zahtevo za preklic in ponovni razpis predčasnih volitev. Prepozno so račune namreč odprli: Laszlo Gonsz, Socialni demokrati, Društvo za boljše upravljanje države - Lista Virant, Stranka mladih - Zeleni Evrope, Stranka za trajnostni razvoj Slovenije, Roberto Batelli, Evo 12, Avion, Lista Zorana Jankovića - Pozitivna Slovenija, Nova Slovenija - Krščanska ljudska stranka, Neodvisna stranka Pomurja, Stara pravda - Stranka prava, Dušan Orban in Zeleni Slovenije.

## Javnomnenjske raziskave
Še preden sta bili dejansko ustanovljeni Državljanska lista Gregorja Viranta in Pozitivna Slovenija Zorana Jankovića, so ankete javnomnenjskih preiskav pokazale, da bosta obe novi stranki korenito spremenili politično ravnovesje. Medtem ko naj bi Gregor Virant pobiral predvsem glasove desnih strank (SDS in SLS), pa naj bi Janković pobiral glasove levih volivcev (SD, Zares, LDS). Večina anket je prvo mesto namenila SDS, medtem bi poleg Virantove in Jankovićeve stranke prišli v parlament le še SD in DeSUS.
Desni volilni pol je že pred pričetkom volilne kampanje prevzel pobudo, zmago pa bo prinesla odločitev t. i. neopredeljenih, ki po večini anket predstavljajo med petino do četrtino glasov.
| Datum  | Vir             | SDS   | LZJ   | LGV   | SD    | DeSUS | NSi  | SLS  | Zares | LDS  | SNS  | TRS  | GzS  | Avion | SMS-Z | Drugo | Ne vem     | Ne bi se udeležil volitev | Ne želim odgovoriti |
| ------ | --------------- | ----- | ----- | ----- | ----- | ----- | ---- | ---- | ----- | ---- | ---- | ---- | ---- | ----- | ----- | ----- | ---------- | ------------------------- | ------------------- |
| 12.11. | Delo            | 17,7% | 15,2% | 18,8% | 5,4%  | 2,9%  | 2,1% | 1,2% | 0,2%  | 1,5% | 1,7% | 2,1% | 0,1% | -     | 3,4%  | 1,2%  | 20,4%      | 6,3%                      |                     |
| 11.11. | Ninamedia       | 29,7% | 18,4% | 23,2% | 7,8%  | 6,3%  | 2,5% | 4%   | 1,2%  | 1,5% | 2,2% | 2,2% | -    | -     | -     | 0,9%  |            |                           |                     |
| 4.11.  | Politbarometer  | 18%   | 15%   | 18%   | 4%    | 3%    | 1%   | 1%   | 1%    | 1%   | 2%   | 1%   | -    | -     | -     | 0%    | skupaj 34% | skupaj 34%                | skupaj 34%          |
| 4.11.  | Episcenter      | 24%   | 17%   | 23%   | 6%    | 5%    | 1%   | 4%   | 1>%   | 1%   | 2%   | 2%   | -    | -     | -     | 1%    | 11%        | -                         | 3%                  |
| 2.11.  | FUDŠ            | 20,5% | 12,7% | 23,8% | 2,6%  | 4,2%  | 2,1% | 2,6% | 0,5%  | 1,1% | 2,7% | 1,1% | 0,2% | -     | 1,0%  | 0,6%  | 24,1%      | 0,3%                      | -                   |
| 28.10. | Ninamedia       | 27,7% | 21,6% | 24,9% | 7,3%  | 7,7%  | 1,8% | 3,0% | 1,1%  | 1,4% | 1,1% | 1,8% | -    | -     | -     | 0,6%  | -          | -                         | -                   |
| 26.10. | Večer           | 18,8% | 6,7%  | 11,2% | 3,9%  | 2,3%  | 1,3% | 1,3% | 0,9%  | 0,7% | 1,3% | 0,9% | -    | -     | 0,3%  | 7,2%  | 32,3%      | 9,4%                      | 1,4%                |
| 25.10. | Mediana         | 16,5% | 12,5% | 17,2% | 6,1%  | 3,7%  | 0,9% | 4,3% | 0,7%  | 1,1% | 2,0% | 1,7% | -    | 0,8%  | -     | 4,4%  | 15,3%      | 8,9%                      | 4,0%                |
| 23.10. | FUDŠ            | 15,5% | 8,3%  | 6,1%  | 3,0%  | 2,3%  | 1,5% | 1,6% | 0,2%  | 1,6% | 2,1% | 0,2% | 0,1% | -     | 0,5%  | 1,4%  | 52,3%      | 3,3%                      | -                   |
| 22.10. | Ninamedia       | 19,1% | 13,0% | 12,8% | 7,2%  | 6,0%  | 2,4% | 3,6% | 1,0%  | 1,3% | 2,4% | 1,6% | -    | -     | -     | 0,5%  | 20,5%      | 8,3%                      | -                   |
| 21.10. | Finance         | 21%   | 16%   | 18%   | 11%   | 6%    | 3%   | 4%   | 1%    | 3%   | 2%   | 2%   | -    | -     | -     | 3%    | 6%         | 5%                        | -                   |
| 14.10. | Delo            | 19,3% | 19,4% | 6,0%  | 4,1%  | 5,3%  | 3,2% | 3,1% | 1,0%  | 1,7% | 3,2% | 3,7% | 0,4% | -     | -     | 0,2%  | 20,5%      | 8,9%                      | -                   |
| 13.10. | IFIMES          | 31,2% | 11,2% | 13,7% | 11,9% | 7,5%  | -    | 3,6% | 2,4%  | 5,6% | 5,1% | 2,2% | -    | 2,8%  | -     | 2,8%  | -          | -                         | -                   |
| 13.10. | Slovenski utrip | 16,5% | -     | -     | 7,9%  | 4,3%  | 2,2% | 5%   | 1,3%  | 1,7% | 2,7% | 0,5% | -    | -     | -     | 3,6%  | 32,9       | 21,4%                     | -                   |
| 7.10.  | Politbarometer  | 16%   | 1%    | -     | 9%    | 4%    | 1    | 4%   | 1%    | 3%   | 3%   | 2%   | -    | -     | -     | 6%    | 8%         | 18%                       | -                   |
| 7.10.  | Ninamedia       | 27,4% | 9,8%  | -     | 9,5%  | 8,6%  | -    | 9%   | 1,7%  | 2,5% | -    | 8,9% | -    | -     | -     | ?     | ?          | ?                         | ?                   |

## Potek volitev

### Poslanci
Kot poslanci so bili po strankah izvoljeni:
Pozitivna Slovenija: Borut Ambrožič, Dragan Bosnić, Alenka Bratušek, Renata Brunskole, Jerko Čehovin, Maja Dimitrovski, Lejla Hercegovac, Roman Jakič, Zoran Janković, Jožef Kavtičnik, Janja Klasinc, Maša Kociper, Tina Komel, Saša Kos, Mitja Meršol, Gašpar Gašpar - Mišič, Jani Möderndorfer, Alenka Pavlič, Alojzij Potočnik, Stanko Stepišnik, Jože Velikonja, Darko Jazbec in Branko Ficko, Peter Vilfan, Tamara Vonta, Matjaž Zanoškar, Barbara Žgajner Tavš, Melita Župevc
Slovenska demokratska stranka: Franc Breznik, Zvonko Černač, Ivan Grill, Vinko Gorenak, Branko Grims, Eva Irgl, Janez Janša, Alenka Jeraj, Jože Jerovšek, Danijel Krivec, Zvonko Lah, Tomaž Lisec, Branko Marinič, Dragutin Mate, Janja Napast, Gregor Pivec, Marko Pogačnik, Marijan Pojbič, Mateja Pučnik, Andrej Šircelj, Jože Tanko, Irena Tavčar, Štefan Tisel, Romana Tomc, Andrej Vizjak, Ljubo Žnidar.
Socialni demokrati: Samo Bevk, Mirko Brulc, Matjaž Han, Andreja Črnak Meglič, Borut Pahor, Stane Rozman, Srečko Meh, Majda Potrata, Janko Veber, Dejan Židan
Državljanska lista: Rihard Braniselj, Katarina Hočevar, Polonca Komar, Truda Pepelnik, Bojan Starman, Kristina Valenčič, Gregor Virant, Ivan Vogrin
Demokratična stranka upokojencev Slovenije: Karl Erjavec, Ivan Hršak, Jana Jenko, Franc Jurša, Marjana Kotnik Poropat, Ivan Simčič
Slovenska ljudska stranka: Franc Bogovič, Jakob Presečnik, Mihael Prevc, Franc Pukšič, Janez Ribič, Radovan Žerjav
Nova Slovenija: Iva Dimic, Jožef Horvat, Anton Kokalj, Ljudmila Novak
Kot poslanca narodnih skupnosti sta bila izvoljena Roberto Battelli (italijanska narodna skupnost) in Laszlo Göncz (madžarska narodna skupnost).

## Naslednje državnozborske volitve
Naslednje, Osme volitve v Državni zbor Republike Slovenije so bile predčasne in so potekale 13. julija 2014.